# TMEM100
TMEM100 (англ. Transmembrane protein 100) – білок, який кодується однойменним геном, розташованим у людей на довгому плечі 17-ї хромосоми. Довжина поліпептидного ланцюга білка становить 134 амінокислот, а молекулярна маса — 14 386.
| 10         |  | 20         |  | 30         |  | 40         |  | 50         |
| ---------- |  | ---------- |  | ---------- |  | ---------- |  | ---------- |
| MTEEPIKEIL |  | GAPKAHMAAT |  | MEKSPKSEVV |  | ITTVPLVSEI |  | QLMAATGGTE |
| LSCYRCIIPF |  | AVVVFIAGIV |  | VTAVAYSFNS |  | HGSIISIFGL |  | VVLSSGLFLL |
| ASSALCWKVR |  | QRSKKAKRRE |  | SQTALVANQR |  | SLFA       |  |            |

A: Аланін

C: Цистеїн

E: Глутамінова кислота

F: Фенілаланін

G: Гліцин

H: Гістидин

I: Ізолейцин

K: Лізин

L: Лейцин

M: Метіонін

N: Аспарагін

P: Пролін

Q: Глутамін

R: Аргінін

S: Серин

T: Треонін

V: Валін

W: Триптофан

Кодований геном білок за функціями належить до білків розвитку, фосфопротеїнів. 
Задіяний у такому біологічному процесі, як диференціація клітин. 
Локалізований у клітинній мембрані, цитоплазмі, мембрані, ендоплазматичному ретикулумі.